# Нго Дин Зјем
Нго Дин Зјем (виј. Ngô Đình Diệm; Хуе, 3. јануар 1901 — Сајгон, 2. новембар 1963) је био јужновијетнамски политичар. Као бивши мандарин династије Нгујен, Зјема је за премијера Државе Вијетнам поставио шеф државе Бао Дај 1954. Након што је победио на намештеном референдуму октобра 1955, Зјем је збацио Бао Даја и основао Републику Вијентам (Јужни Вијентам), са собом на челу као председником. Зјем је био вођа католичке мањине у држави и наилазио је на отпор будиста. Након сталних протеста и ненасилног отпора будиста, Зјем је заједно са својим братом Нго Дин Нуом убијен у државном удару, који је имао подршку ЦИА-е и који је предводио Нгујен Ван Нунг, помоћник заповедника Армије Републике Вијетнам, генерала Дуонг Ван Мина.